# Campeonato Mundial de Hockey sobre Hielo Masculino
El Campeonato Mundial de Hockey sobre Hielo Masculino es la máxima competición internacional entre selecciones nacionales masculinas de hockey sobre hielo. Es organizado anualmente desde 1920 (a excepción de los años de los Juegos Olímpicos de Invierno) por la Federación Internacional de Hockey sobre Hielo (IIHF). 
Los torneos de hockey sobre hielo en los Juegos Olímpicos de 1920 hasta 1968 son considerados oficialmente como Campeonatos Mundiales. El primer Campeonato Mundial de hockey sobre hielo que se celebró como un evento individual fue en 1930, en el cual participaron doce países. Desde entonces, el campeonato se ha organizado anualmente a excepción del período entre 1940 y 1946, debido a la Segunda Guerra Mundial, y los años en que se celebran los torneos olímpicos.
Adicionalmente, la IIHF realiza desde 1990 el Campeonato Mundial de Hockey sobre Hielo Femenino, que se disputa en sedes y fechas diferentes.

## Ediciones
| Núm.     | Año  | Sede                                            | Oro             | Plata           | Bronce          |
| -------- | ---- | ----------------------------------------------- | --------------- | --------------- | --------------- |
| I        | 1920 | Amberes · ( Bélgica)                            | Canadá          | Estados Unidos  | Checoslovaquia  |
| II       | 1924 | Chamonix ( Francia)                             | Canadá          | Estados Unidos  | Reino Unido     |
| III      | 1928 | St. Moritz · ( Suiza)                           | Canadá          | Suecia          | Suiza           |
| IV       | 1930 | Berlín · ( Alemania)                            | Canadá          | Alemania        | Suiza           |
| V        | 1931 | Krynica · ( Polonia)                            | Canadá          | Estados Unidos  | Austria         |
| VI       | 1932 | Lake Placid ( Estados Unidos)                   | Canadá          | Estados Unidos  | Alemania        |
| VII      | 1933 | Praga ( Checoslovaquia)                         | Estados Unidos  | Canadá          | Checoslovaquia  |
| VIII     | 1934 | Milán ( Italia)                                 | Canadá          | Estados Unidos  | Alemania        |
| IX       | 1935 | Davos · ( Suiza)                                | Canadá          | Suiza           | Reino Unido     |
| X        | 1936 | Garmisch-Partenkirchen ( Alemania)              | Reino Unido     | Canadá          | Estados Unidos  |
| XI       | 1937 | Londres ( Reino Unido)                          | Canadá          | Reino Unido     | Suiza           |
| XII      | 1938 | Praga ( Checoslovaquia)                         | Canadá          | Reino Unido     | Checoslovaquia  |
| XIII     | 1939 | Zúrich y Basilea · ( Suiza)                     | Canadá          | Estados Unidos  | Suiza           |
| XIV      | 1947 | Praga ( Checoslovaquia)                         | Checoslovaquia  | Suecia          | Austria         |
| XV       | 1948 | St. Moritz · ( Suiza)                           | Canadá          | Checoslovaquia  | Suiza           |
| XVI      | 1949 | Estocolmo · ( Suecia)                           | Checoslovaquia  | Canadá          | Estados Unidos  |
| XVII     | 1950 | Londres ( Reino Unido)                          | Canadá          | Estados Unidos  | Suiza           |
| XVIII    | 1951 | París ( Francia)                                | Canadá          | Suecia          | Suiza           |
| XIX      | 1952 | Oslo · ( Noruega)                               | Canadá          | Estados Unidos  | Suecia          |
| XX       | 1953 | Zúrich y Basilea · ( Suiza)                     | Suecia          | RFA             | Suiza           |
| XXI      | 1954 | Estocolmo · ( Suecia)                           | URSS            | Canadá          | Suecia          |
| XXII     | 1955 | Dortmund y Colonia ( RFA)                       | Canadá          | URSS            | Checoslovaquia  |
| XXIII    | 1956 | Cortina d'Ampezzo · ( Italia)                   | URSS            | Estados Unidos  | Canadá          |
| XXIV     | 1957 | Moscú ( URSS)                                   | Suecia          | URSS            | Checoslovaquia  |
| XXV      | 1958 | Oslo · ( Noruega)                               | Canadá          | URSS            | Suecia          |
| XXVI     | 1959 | Praga y Bratislava ( Checoslovaquia)            | Canadá          | URSS            | Checoslovaquia  |
| XXVII    | 1960 | Squaw Valley ( Estados Unidos)                  | Estados Unidos  | Canadá          | URSS            |
| XXVIII   | 1961 | Ginebra y Lausana · ( Suiza)                    | Canadá          | Checoslovaquia  | URSS            |
| XXIX     | 1962 | Denver ( Estados Unidos)                        | Suecia          | Canadá          | Estados Unidos  |
| XXX      | 1963 | Estocolmo · ( Suecia)                           | URSS            | Suecia          | Checoslovaquia  |
| XXXI     | 1964 | Innsbruck · ( Austria)                          | URSS            | Suecia          | Checoslovaquia  |
| XXXII    | 1965 | Tampere · ( Finlandia)                          | URSS            | Checoslovaquia  | Suecia          |
| XXXIII   | 1966 | Liubliana ( Yugoslavia)                         | URSS            | Checoslovaquia  | Canadá          |
| XXXIV    | 1967 | Viena · ( Austria)                              | URSS            | Suecia          | Canadá          |
| XXXV     | 1968 | Grenoble ( Francia)                             | URSS            | Checoslovaquia  | Canadá          |
| XXXVI    | 1969 | Estocolmo · ( Suecia)                           | URSS            | Suecia          | Checoslovaquia  |
| XXXVII   | 1970 | Estocolmo · ( Suecia)                           | URSS            | Suecia          | Checoslovaquia  |
| XXXVIII  | 1971 | Berna y Ginebra · ( Suiza)                      | URSS            | Checoslovaquia  | Suecia          |
| XXXIX    | 1972 | Praga ( Checoslovaquia)                         | Checoslovaquia  | URSS            | Suecia          |
| XL       | 1973 | Moscú ( URSS)                                   | URSS            | Suecia          | Checoslovaquia  |
| XLI      | 1974 | Helsinki · ( Finlandia)                         | URSS            | Checoslovaquia  | Suecia          |
| XLII     | 1975 | Múnich y Düsseldorf ( RFA)                      | URSS            | Checoslovaquia  | Suecia          |
| XLIII    | 1976 | Katowice · ( Polonia)                           | Checoslovaquia  | URSS            | Suecia          |
| XLIV     | 1977 | Viena · ( Austria)                              | Checoslovaquia  | Suecia          | URSS            |
| XLV      | 1978 | Praga ( Checoslovaquia)                         | URSS            | Checoslovaquia  | Canadá          |
| XLVI     | 1979 | Moscú ( URSS)                                   | URSS            | Checoslovaquia  | Suecia          |
| XLVII    | 1981 | Gotemburgo y Estocolmo · ( Suecia)              | URSS            | Suecia          | Checoslovaquia  |
| XLVIII   | 1982 | Helsinki y Tampere · ( Finlandia)               | URSS            | Checoslovaquia  | Canadá          |
| XLIX     | 1983 | Dortmund, Múnich y Düsseldorf ( RFA)            | URSS            | Checoslovaquia  | Canadá          |
| L        | 1985 | Praga ( Checoslovaquia)                         | Checoslovaquia  | Canadá          | URSS            |
| LI       | 1986 | Moscú ( URSS)                                   | URSS            | Suecia          | Canadá          |
| LII      | 1987 | Viena · ( Austria)                              | Suecia          | URSS            | Checoslovaquia  |
| LIII     | 1989 | Estocolmo · ( Suecia)                           | URSS            | Canadá          | Checoslovaquia  |
| LIV      | 1990 | Berna y Friburgo · ( Suiza)                     | URSS            | Suecia          | Checoslovaquia  |
| LV       | 1991 | Turku, Helsinki y Tampere · ( Finlandia)        | Suecia          | Canadá          | URSS            |
| LVI      | 1992 | Praga y Bratislava ( Checoslovaquia)            | Suecia          | Finlandia       | Checoslovaquia  |
| LVII     | 1993 | Dortmund y Múnich · ( Alemania)                 | Rusia           | Suecia          | República Checa |
| LVIII    | 1994 | Bolzano y Milán · ( Italia)                     | Canadá          | Finlandia       | Suecia          |
| LIX      | 1995 | Estocolmo y Gävle · ( Suecia)                   | Finlandia       | Suecia          | Canadá          |
| LX       | 1996 | Viena · ( Austria)                              | República Checa | Canadá          | Estados Unidos  |
| LXI      | 1997 | Helsinki, Turku y Tampere · ( Finlandia)        | Canadá          | Suecia          | República Checa |
| LXII     | 1998 | Zúrich y Basilea · ( Suiza)                     | Suecia          | Finlandia       | República Checa |
| LXIII    | 1999 | Oslo, Hamar y Lillehammer · ( Noruega)          | República Checa | Finlandia       | Suecia          |
| LXIV     | 2000 | San Petersburgo · ( Rusia)                      | República Checa | Eslovaquia      | Finlandia       |
| LXV      | 2001 | Colonia, Hanóver y Nürnberg · ( Alemania)       | República Checa | Finlandia       | Suecia          |
| LXVI     | 2002 | Gotemburgo, Karlstad y Jönköping · ( Suecia)    | Eslovaquia      | Rusia           | Suecia          |
| LXVII    | 2003 | Helsinki, Turku y Tampere · ( Finlandia)        | Canadá          | Suecia          | Eslovaquia      |
| LXVIII   | 2004 | Praga y Ostrava · ( República Checa)            | Canadá          | Suecia          | Estados Unidos  |
| LXIX     | 2005 | Viena y Innsbruck · ( Austria)                  | República Checa | Canadá          | Rusia           |
| LXX      | 2006 | Riga ( Letonia)                                 | Suecia          | República Checa | Finlandia       |
| LXXI     | 2007 | Moscú y Mytishchi · ( Rusia)                    | Canadá          | Finlandia       | Rusia           |
| LXXII    | 2008 | Quebec y Halifax · ( Canadá)                    | Rusia           | Canadá          | Finlandia       |
| LXXIII   | 2009 | Zúrich y Berna · ( Suiza)                       | Rusia           | Canadá          | Suecia          |
| LXXIV    | 2010 | Colonia y Mannheim · ( Alemania)                | República Checa | Rusia           | Suecia          |
| LXXV     | 2011 | Bratislava y Košice · ( Eslovaquia)             | Finlandia       | Suecia          | República Checa |
| LXXVI    | 2012 | Helsinki · ( Finlandia) · Estocolmo · ( Suecia) | Rusia           | Eslovaquia      | República Checa |
| LXXVII   | 2013 | Helsinki · ( Finlandia) · Estocolmo · ( Suecia) | Suecia          | Suiza           | Estados Unidos  |
| LXXVIII  | 2014 | Minsk · ( Bielorrusia)                          | Rusia           | Finlandia       | Suecia          |
| LXXIX    | 2015 | Praga y Ostrava · ( República Checa)            | Canadá          | Rusia           | Estados Unidos  |
| LXXX     | 2016 | San Petersburgo y Moscú · ( Rusia)              | Canadá          | Finlandia       | Rusia           |
| LXXXI    | 2017 | Colonia ( Alemania) · París ( Francia)          | Suecia          | Canadá          | Rusia           |
| LXXXII   | 2018 | Copenhague y Herning ( Dinamarca)               | Suecia          | Suiza           | Estados Unidos  |
| LXXXIII  | 2019 | Bratislava y Košice · ( Eslovaquia)             | Finlandia       | Canadá          | Rusia           |
| LXXXIV   | 2020 | Zúrich y Lausana · ( Suiza)                     | Cancelado       | Cancelado       | Cancelado       |
| LXXXV    | 2021 | Riga ( Letonia)                                 | Canadá          | Finlandia       | Estados Unidos  |
| LXXXVI   | 2022 | Helsinki y Tampere · ( Finlandia)               | Finlandia       | Canadá          | República Checa |
| LXXXVII  | 2023 | Tampere · ( Finlandia) · Riga · ( Letonia)      | Canadá          | Alemania        | Letonia         |
| LXXXVIII | 2024 | Praga y Ostrava · ( República Checa)            | República Checa | Suiza           | Suecia          |
| LXXXIX   | 2025 | Estocolmo · ( Suecia) · Herning · ( Dinamarca)  | Estados Unidos  | Suiza           | Suecia          |
| XC       | 2026 | Zúrich y Friburgo · ( Suiza)                    |                 |                 |                 |
| XCI      | 2027 | Düsseldorf y Mannheim · ( Alemania)             |                 |                 |                 |
| XCII     | 2028 | París y Lyon ( Francia)                         |                 |                 |                 |
| XCIII    | 2029 | Bratislava y Košice · ( Eslovaquia)             |                 |                 |                 |

## Medallero histórico
- Actualizado a Suecia/Dinamarca 2025.

| Núm. | País            | Oro | Plata | Bronce | Total |
| ---- | --------------- | --- | ----- | ------ | ----- |
| 1    | Canadá          | 28  | 16    | 9      | 53    |
| 2    | Rusia           | 27  | 10    | 10     | 47    |
| 3    | República Checa | 13  | 13    | 22     | 48    |
| 4    | Suecia          | 11  | 19    | 19     | 49    |
| 5    | Finlandia       | 4   | 9     | 3      | 16    |
| 6    | Estados Unidos  | 3   | 9     | 9      | 21    |
| 7    | Reino Unido     | 1   | 2     | 2      | 5     |
| 8    | Eslovaquia      | 1   | 2     | 1      | 4     |
| 9    | Suiza           | 0   | 5     | 8      | 13    |
| 10   | Alemania        | 0   | 3     | 2      | 5     |
| 11   | Austria         | 0   | 0     | 2      | 2     |
| 12   | Letonia         | 0   | 0     | 1      | 1     |
|      | TOTAL           | 88  | 88    | 88     | 264   |

1. ↑  Incluye las medallas obtenidas por la URSS.
2. ↑  Incluye las medallas obtenidas por Checoslovaquia.
3. ↑  Incluye las medallas obtenidas por la RFA y la RDA entre 1949 y 1990.